# Тиаго Рибейро
Тиаго Рибейро Кардозо (порт.-браз. Thiago Ribeiro Cardoso; род. 24 февраля 1986, Понтис-Жестал, Сан-Паулу[…]) — бразильский футболист, нападающий.

## Биография
Тиаго Рибейро — воспитанник школы футбольного клуба «Рио Бранко» из города Американа, за основной состав которого он дебютировал в 2004 году. Он провёл всего лишь 5 матчей за основу, в которых отметился 2 забитыми голами в низших лигах, однако сумел привлечь интерес со стороны французского клуба «Жиронда». Юный игрок не сумел адаптироваться к условиям чемпионата Франции и по окончании сезона 2004/05 перешёл в «Сан-Паулу».
На тот момент «Сан-Паулу» был действующим победителем Кубка Либертадорес и Тиаго Рибейро нужно было доказывать своё место в основе. Он сумел отметиться хет-триком в ворота «Фигейренсе» и в итоге был включён в заявку на клубный чемпионат мира ФИФА, который его клуб в итоге выиграл, обыграв в финале английский «Ливерпуль».
В начале 2006 года он стал лучшим бомбардиром своего клуба в Лиге Паулисте с 12 забитыми мячами и даже попал под внимание тренерского штаба сборной Бразилии. Но попасть на чемпионат мира 2006 года Тиаго не было суждено из-за полученной травмы. По итогам года в составе «Сан-Паулу» игрок стал чемпионом Бразилии.
В 2007 году он сыграл лишь несколько матчей за «трёхцветных», после чего перешёл в катарский клуб «Эр-Райян». В Катаре Тиаго Рибейро не составило труда стать одним из лидеров атак своего клуба, но уровень чемпионата не соответствовал амбициям нападающего. В середине 2008 года Тиаго Риберо вернулся в Бразилию, в клуб «Крузейро».
В «Крузейро» игрок составил атакующий дуэт с Клебером, он помог своей команде дойти до финала Кубка Либертадорес, а по итогам года — завоевать путёвку в очередной розыгрыш этого турнира.
Начало 2010 года стало для футболиста одним из лучших в карьере — он сумел отличиться в нескольких турнирах уже 13 раз, включая восемь голов в Кубке Либертадорес. Противостояние с уругвайским «Насьоналем» стало настоящим бенефисом для игрока — его хет-трик на «Минейране» позволил праздновать победу со счётом 3:1, а в ответном матче Тиаго Риберо отличился ещё раз («Крузейро» выиграл 3:0 и уверенно вышел в 1/4 финала). Тиаго Риберо с восемью голами стал лучшим бомбардиром Кубка Либертадорес 2010.
В 2011—2013 гг выступал за итальянский «Кальяри». В 2013—2017 годах выступал за «Сантос». В 2019 году играл за «Гуарани» (Кампинас) и «Брагантино». После этого у Рибейро наступил довольно сложный период в карьере, омрачённый травмами и плохой формой. В 2020 году он провёл лишь по четыре матча в чемпионате за «Новуризонтино» (и ещё одна игра в Кубке Бразилии) и «Шапекоэнсе», а в 2021 году и вовсе ни разу не выходил на поле. В январе 2022 года вернулся в «Лондрину», за которую уже выступал в 2018 году.

## Титулы и достижения

### Командные
- Чемпион штата Минас-Жерайс (3): 2009, 2011, 2015
- Чемпион Бразилии: 2006
- Победитель бразильской Серии B (2): 2019, 2020
- Клубный чемпион мира: 2005
- Финалист Кубка Либертадорес: 2009
- Лучший бомбардир Кубка Либертадорес: 2010

### Личные
- Лучший бомбардир Кубка Либертадорес: 2010 (8 голов)